# Sepsis fulgens
A Sepsis fulgens a rovarok (Insecta) osztályának a kétszárnyúak (Diptera) rendjébe, ezen belül a billegetőlégyfélék (Sepsidae) családjába tartozó faj.

## Előfordulása
A Sepsis fulgens előfordulási területe Dél- és Közép-Európa.

## Megjelenése
A testhossza 9 milliméter. Az állat csillogóan fekete színű.

## Életmódja
Ez a kis légyfaj egyaránt megtalálható az erdőkben, a sövények mentén és a mezőkön is.

## Szaporodása
A hím erőteljes szárnyintegetéssel csalja magához a nőstényt. A hím potrohának tövén és a mellső lábain, nagy fogóképződmények vannak, melyeket a nőstény megtartásához használ párosodás közben. Párzás után, a nőstény egy ürülékkupacra rakja le petéit. A lárva ezen él, illetve ebből táplálkozik. Ennek a táplálkozási módszernek köszönhetően, ez a légyfaj igen fontos környezetének egészségben tartásában.